# そうだろ節
そうだろ節（そうだろぶし）は、兵庫県豊岡市日高町の神鍋高原周辺で歌い継がれている踊りである。

## 由来
1732年（享保17年）に江戸の奉行所によってなされた山論解決の沙汰を祝う宴席で歌われ出したことに由来があるとされるが、歌詞の変遷は定かでない。
歌詞の冒頭は「ソーダロ / ソーダロ / ソーダロヤ / めでためでたの / 若様よナ」である。

## 昭和以降の状況
1950年（昭和25年）に酒盃を飲む踊りが振り付けられた。
1977年には日高町無形文化財に指定され、神鍋民謡保存会が中心となって踊り伝えられている。
日高町夏栗では毎年8月20日の弘法大師祭（二十日盆）の際にそうだろ節とヤチャ節が踊られる。